# NGC 5842
NGC 5842 is een compact sterrenstelsel in het sterrenbeeld Ossenhoeder. Het hemelobject werd op 11 mei 1882 ontdekt door de Franse astronoom Édouard Jean-Marie Stephan.

## Synoniemen
- MCG 4-36-3
- ZWG 135.5
- PGC 53831